# Полска Скакавица
 Тази статия е за селото.  За водопада вижте Полска скакавица.  
Полска Скакавица е село в Западна България. То се намира в община Кюстендил, област Кюстендил.

## География
Село Полска Скакавица се намира в планински район, в Кюстендилската котловина, на югоизточните склонове на Земенската планина – около Големи дол, в поречието на река Струма, североизточно от гр. Кюстендил, до жп линията София – Кюстендил.
Селото е разпръснат тип, образувано от махали: Тричкова, Прекръсие, Локва, Китова, Терзийска, Синорска, Връбие, Гравене, Тополарето, Земенска и Водопада.
Климат: планински, умерен, преходно континентален.
През годините селото принадлежи към следните административно-териториални единици: община Ръждавица (1949 – 1958), община Драговищица (1958 – 1959), община Ръждавица (1959 – 1978), община Драговищица (1978 – 1987) и община Кюстендил (от 1987 г.). 

## Население
| Година    | 1866 | 1880 | 1900 | 1920 | 1926 | 1934 | 1946 | 1956 | 1965 | 1975 | 1984 | 2010 |
| Население | 308  | 460  | 579  | 729  | 767  | 753  | 779  | 635  | 334  | 173  | 123  | 52   |

## История
Няма запазени писмени данни за времето на възникване на селото. Останките от тракийски некропол, късноантично селище и некропол, средновековно селище и средновековни и късносредновековни църкви свидетелстват, че района е населяван от дълбока древност.
Село Полска Скакавица е старо средновековно селище. С името Скакавица е споменато във фалшифицираната грамота-хрисовул на сръбския крал Стефан Дечански (1321 – 1331) за дарените селища на манастира „Свети Никола Мрачки“ при село Пещера, Радомирско. Споменава се и в хрисовула на цар Иван Александър (1331 – 1371) от 1348 г. за същия манастир.
В турски данъчни от 1570 – 1572 г. е посочено под името Скакавица като тимар към нахия Ълъджа (Кюстендил на Кюстендилския санджак с 13 мюсюлмански домакинства и 3 ергени и 49 християнски домакинства, 34 ергени и 3 бащини. В списъка на джелепкешаните от 1576 – 1577 г. е записано селище Искакавиче към кааза Ълъджа (Кюстендил) с 6 данъкоплатци – 4 българи и 2 турци.
През 1866 г. селото има 44 домакинства с 308 жители.
В края на ХIХ век Полска Скакавица има 8819 дка землище, от които 3836 дка ниви, 4009 дка гори, 495 дка естествени ливади, 268 дка пасища, 33 дка овощни градини, 178 дка лозя и др. и се отглеждат 1422 овце, 893 кози, 209 говеда и 69 коня. Основен поминък на населението са земеделие, скотовъдство и домашни занаяти. Част от мъжете са строителни работници, железничари и миньори.
През 1892 г. е построена църквата „Свети Димитър“, през 1903 – училищна сграда. През 1942 г. е създадено читалище, през 1945 г. – Кредитна кооперация „Водопад“.
През 1957 г. се създава ТКЗС „Здрава череша“, което от 1979 г. е в състава на АПК – с. Драговищица.
Селото е електрифицирано (1956) и водоснабдено (1972). Построени са нови обществени и частни сгради.
В началото на XXI век в резултат на промените в страната след 1989 г. и засилената миграция населението намалява. Активни миграционни процеси.

## Религии
Село Полска Скакавица принадлежи в църковно-административно отношение към Софийската епархия, архиерейско наместничество Кюстендил. Населението изповядва източното православие.

## Обществени институции
- Кметско наместничество.

## Културни и природни забележителности
- Църква „Свети Димитър“. Намира се на десния бряг на карстов поток, в близост до водопада. Построена е през 1892 г. от майстор Георги Манчов върху основи на стара късносредновековна църква със запазени стенописи и славянобългарски надписи. Зографисана е през 1906 – 1907 г. от зограф Григор.
- Късноантична и средновековна крепост. Намира се на 3,5 км североизточно от църквата, в местността Калето. Заобиколена е от три страни от река Струма. Достъпна е от югоизток. Разположена е на площ около 1,5 дка. Крепостните стени са градени от ломен камък и хоросан. Установени са 4 строителни периода. Крепостта е разрушена в края на XVII век.
- Оброк „Спасовден“. Намира се на около 3,6 км северно от църквата при махала Султан тепе. Няма оброчен знак.
- Оброк „Свети Георги“. Намира се на около 1,2 км южно от църквата, в местността Голак. Маркиран е с камъни, сочещи мястото на отделните родове на обредната трапеза.
- Оброк „Свети Спас“. Намира се на около 1,6 км югозападно от църквата, при махала Миладинова, в близост до няколко стари бряста. Няма оброчен знак.
- Водопад Полска Скакавица. Намира се на 700 м надморска височина. Малка рекичка, спускаща се от 50 м височина, формира маловоден, но изключително красив водопад.

## Личности
- Георги Николчов, български революционер, четник на Кръсто Лазаров в 1914 година, роден в Каменичка или в Полска Скакавица[3]